# Mushoku Tensei
Mushoku Tensei: Isekai Ittara Honki Dasu (無職転生 〜異世界行ったら本気だす〜?), también conocida como Mushoku Tensei: Jobless Reencarnation o como Mushoku Tensei: Reencarnación desde cero en Latinoamérica, es una novela web japonesa escrita por Rifujin na Magonote, publicada originalmente en el sitio web Shōsetsuka ni Narō entre el 22 de noviembre de 2012 y el 3 de abril de 2015. Una serie de novelas ligeras comenzó su publicación el 23 de enero de 2014 bajo el sello MF Books de Media Factory con ilustraciones realizadas por un usuario de Pixiv llamado ShiroTaka.
Una adaptación al manga con arte de Yuka Fujikawa comenzó su serialización en la edición de junio de 2014 de Monthly Comic Flapper y un spin-off de Shoko Iwami se publica en el sitio ComicWalker de Kadokawa desde diciembre de 2017. Una adaptación al anime de Studio Bind fue anunciada para el año 2020, pero por motivos de la pandemia de COVID-19 fue aplazada para el 11 de enero de 2021.

## Sinopsis
Un otaku de 34 años de edad es expulsado de su casa por su familia por ser un «NEET» (nini significa que ni estudia ni trabaja en español) y hikkikomori. En mal estado de salud, poco atractivo y sin dinero, debido a su vida en aislamiento, descubre que llegó a un callejón sin salida; es ahí cuando se lamenta de no haberse esforzado mucho más. Arrepintiéndose de todos sus errores, de los que siempre estuvo escapando, piensa que su vida hubiera sido mucho mejor de haber tomado mejores decisiones en el pasado. Justo cuando está a punto de rendirse, ve un camión que circula a gran velocidad hacia tres estudiantes de secundaria en su camino. Reuniendo toda la fuerza que tenía, trata de salvarlos pero termina siendo atropellado por el camión, perdiendo la vida. 
Al abrir sus ojos descubre que ha reencarnado como un bebe en un mundo medieval fantástico, llamándose ahora Rudeus Greyrat y perteneciendo a una nueva familia. Nacido en un mundo nuevo, con una vida nueva, exclama: «¡Esta vez, realmente viviré mi vida al máximo sin ningún arrepentimiento!» Así, comienza el viaje de un hombre anhelando reiniciar su vida y superar su pasado.

## Personajes
Nota: En este listado solo se albergarán a los personajes principales de la serie. Para los demás personajes véase el respectivo anexo.
Rudeus Greyrat (ルーデウス・グレイラット Rūdeusu Gureiratto?)
 Seiyū: Yumi Uchiyama, Tomokazu Sugita (vida anterior)
Antes de su reencarnación, era un NEET japonés de 34 años con sobrepeso que se convirtió en un recluso después de terminar la secundaria. Después de su reencarnación, descarta su identidad pasada y trabaja para hacer que su nueva vida como Rudeus Greyrat sea significativa. Como tal, adopta una personalidad de caballero, aunque la perversión de su vida pasada a veces surge y asusta a quienes lo rodean.
Sylphiette (シルフィエット Shirufietto?)
 Seiyū: Ai Kayano
Es la amiga de la infancia de Rudeus, que es en parte humana, elfa y de la raza de las bestias. Debido al "Factor Laplace", un componente genético que otorga a sus dueños habilidades mágicas mejoradas si se entrena a una edad temprana, su cabello es de color verde. La influencia de Rudeus la ayudó a aprender a lanzar hechizos sin encantamientos.
Roxy Migurdia (ロキシー・ミグルディア Rokishī Migurudia?)
 Seiyū: Konomi Kohara
Un demonio de la especie Migurdia conocido por su telepatía, cabello azul, apariencia juvenil y longevidad. Como no puede usar la telepatía, abandona su aldea porque se siente aislada de sus compañeros. Incapaz de ganarse la vida estable como aventurera, se convierte en tutora ambulante y finalmente se convierte en la maestra de Rudeus.
Eris Boreas Greyrat (エリス・ボレアス・グレイラット Erisu Boreasu Gureiratto?)
 Seiyū: Ai Kakuma
Una chica noble y pariente lejana de Rudeus. Ella es un personaje tsundere con mal genio, pero tiene potencial en el estilo del Dios de la Espada.

## Contenido de la obra

### Anime
El 15 de marzo de 2019, el sitio web oficial de MF Books anunció que se produciría una adaptación al anime de Mushoku Tensei. El anime se anunció más tarde el 18 de octubre de 2019 como una serie de televisión, dirigida por Manabu Okamoto y animada por Studio Bind (estudio fundado con Mushoku Tensei en mente como su producto principal), con Kazutaka Sugiyama diseñando los personajes y Yoshiaki Fujisawa componiendo la música. Egg Firm se acredita la producción de la serie. La serie estaba originalmente programada para estrenarse en 2020, pero se retrasó hasta el 11 de enero de 2021. El primer tema de apertura es «Tabibito no Uta» (旅人の唄?). El segundo tema de apertura es «Mezame no Uta» (目覚めの唄?). El tercer tema de apertura es «Keishou no Uta» (継承の唄 "Keishō no uta"?). El cuarto tema de apertura es «Inori no Uta» (祈りの唄?). El quinto tema de apertura es «Tooku no komori no uta» (遠くの子守の唄 "Tōku no komori no uta"?). El primer tema de cierre es «Only» (オンリー "Onrī"?). El segundo tema de cierre es «Kaze to iku michi» (風と行く道?). Todos los temas de apertura y cierre fueron interpretados por Yuiko Ōhara. Funimation obtuvo la licencia de la serie y la está transmitiendo en su sitio web en América del Norte, México, Brasil y las islas británicas, en Europa a través de Wakanim y en Australia y Nueva Zelanda a través de AnimeLab. Tras la adquisición de Crunchyroll por parte de Sony, la serie se trasladó a Crunchyroll obteniendo la licencia de la serie fuera de Asia. Muse Communication ha obtenido la licencia de la serie en el sudeste asiático y el sur de Asia y la está transmitiendo en su canal de YouTube Muse Asia, en iQIYI y Bilibili en el sudeste asiático. En la última entrevista, el presidente y productor de Egg Firm, Nobuhiro Osawa, reveló que Mushoku Tensei: Isekai Ittara Honki Dasu está planeado para ser una adaptación de anime de larga duración de obras de novelas ligeras, similar a Sword Art Online y DanMachi.
Al final de la primera mitad de la serie el 22 de marzo de 2021, se anunció una segunda mitad. La segunda mitad estaba originalmente programada para estrenarse en julio de 2021, pero se retrasó hasta el 4 de octubre de 2021 debido a "diversas circunstancias".
El 10 de agosto de 2021, Funimation anunció que la serie tuvo un doblaje en español latino, el cual fue estrenado el 26 de agosto (parte 1) y el 24 de octubre (segunda parte). Tras la adquisición de Crunchyroll por parte de Sony, el doblaje se trasladó a Crunchyroll.
El 6 de marzo de 2022, se anunció la producción de una segunda temporada. Está dirigida por Hiroki Hirano, con guiones supervisados por Toshiya Ōno y diseños de personajes a cargo de Sanae Shimada. La segunda temporada se emitirá durante dos cursos divididos. La primera mitad se estrenó el 3 de julio de 2023 en Tokyo MX y otras cadenas. La segunda parte se estrenará el 8 de abril de 2024, con Ryōsuke Shibuya reemplazando a Hirano como director. El tema de apertura es «Spiral», interpretado por Longman, mientras que el tema de cierre es «Musubime» (ムスビメ?), interpretado por Yuiko Ōhara.
Se anunció una tercera temporada después de la emisión del episodio final de la segunda temporada. Se estrenará en 2026.

### Novela web y novela ligera
Rifujin na Magonote publicó su trabajo en el sitio web de novelas web en línea, Shōsetsuka ni Narō (abreviado a Syosetu); el primer capítulo se subió el 22 de noviembre de 2012. En noviembre de 2013, el autor anunció que su trabajo sería lanzado como una novela ligera bajo el sello MF Books de Media Factory; independientemente, el autor manifestó sus intenciones de seguir publicando sus capítulos en línea. El ilustrador de la novela ligera es un usuario de Pixiv llamado ShiroTaka. Seven Seas Entertainment ha licenciado las novelas ligeras para su publicación en Norteamérica.
Después de publicar las primeras partes de su trabajo, Rifujin escribió que tenía la intención de que la serie durara al menos cien capítulos. Debido a las críticas hacia su trabajo, Rifujin consideró terminar la serie prematuramente, pero se sintió inspirado a continuar cuando su trabajo alcanzó el primer lugar en la clasificación diaria de Syosetu. Originalmente, se suponía que el arco de la historia en el que Rudeus se reúne con Aisha era completamente diferente al trabajo publicado. El autor tenía la intención de que Lilia muriera fuera de la pantalla y que Aisha se escondiera bajo una identidad diferente. Sin embargo, encontró la muerte de Lilia anti-climática y decidió no hacerlo; por lo tanto, tuvo que reescribir el arco de la historia para que su supervivencia y la falta de contacto tuvieran sentido. Rifujin dijo que el arco de la historia podría ser extraño debido a los cambios, pero no lamenta su decisión; notó que la supervivencia de Lilia le hizo reconsiderar la condición de Zenith en la historia.

#### Volúmenes web novel
| Vol  | Título                                                        | Fecha de lanzamiento                          |
| ---- | ------------------------------------------------------------- | --------------------------------------------- |
| 1    | Yōnen-ki (幼年期?)                                            | 22 de noviembre – 2 de diciembre de 2012      |
| 2    | Shōnen-ki Kateikyōshi-hen (少年期 家庭教師編?)                | 9 – 16 de diciembre de 2012                   |
| 3    | Shōnen-ki Bōken-sha Nyūmon-hen (少年期 冒険者入門編?)         | 23 de diciembre de 2012 – 13 de enero de 2013 |
| 4    | Shōnen-ki Tokō-hen (少年期 渡航編?)                           | 14 – 24 de enero de 2013                      |
| 5    | Shōnen-ki Saikai-hen (少年期 再会編?)                         | 7 – 17 de febrero de 2013                     |
| 6    | Shōnen-ki Kikyō-hen (少年期 帰郷編?)                          | 16 – 29 de marzo de 2013                      |
| 7    | Seishōnen-ki Nyūgaku-hen (少年期 入学編?)                     | 16 – 22 de abril de 2013                      |
| 8    | Seishōnen-ki Tokubetsu-sei Shōaku-hen (少年期 特別生掌握編?)  | 23 de abril – 9 de mayo de 2013               |
| 9    | Seishōnen-ki Shirufietto-hen (少年期 シルフィエット編?)       | 8 – 18 de junio de 2013                       |
| 10   | Seishōnen-ki Shinkon-hen (少年期 新婚編?)                     | 26 de junio – 2 de julio de 2013              |
| 11   | Seishōnen-ki Imōto-hen (少年期 妹編?)                         | 28 de julio – 9 de agosto de 2013             |
| 12   | Seishōnen-ki Begaritto Tairiku-hen (少年期 ベガリット大陸編?) | 30 de agosto – 6 de septiembre de 2013        |
| 13   | Seishōnen-ki Meikyū-hen (少年期 迷宮編?)                      | 5 – 21 de octubre de 2013                     |
| 14   | Seinen-ki Nichijō-hen (青年期 日常編?)                        | 23 de noviembre – 4 de diciembre de 2013      |
| 15   | Seinen-ki Shōkan-hen (青年期 召喚編?)                         | 6 – 17 de enero de 2014                       |
| 16   | Seinen-ki Hito-gami-hen (青年期 人神編?)                      | 17 – 28 de febrero de 2014                    |
| 17   | Seinen-ki Ōkoku-hen (青年期 王国編?)                          | 1 – 11 de abril de 2014                       |
| 18   | Seinen-ki Asura Ōkoku-hen (青年期 アスラ王国編?)              | 22 de mayo – 4 de junio de 2014               |
| 19   | Seinen-ki Haika-hen (青年期 配下編?)                          | 3 – 13 de julio de 2014                       |
| 20   | Seinen-ki Zanoba-hen (青年期 ザノバ編?)                       | 21 de agosto – 2 de septiembre de 2014        |
| 20.5 | Kanshō (間章?)                                                | 16 – 21 de octubre de 2014                    |
| 21   | Seinen-ki Kurifu-hen (青年期 クリフ編?)                       | 7 – 22 de noviembre de 2014                   |
| 22   | Seinen-ki Soshiki-hen (青年期 組織編?)                        | 5 – 15 de enero de 2015                       |
| 23   | Seinen-ki Kessen-hen (青年期 決戦編?)                         | 1 – 15 de marzo de 2015                       |
| 24   | Kanketsu-hen (青年期 完結編?)                                 | 3 de abril de 2015                            |

#### Volúmenes novela ligera
| Volúmenes de novelas ligeras publicadas | Volúmenes de novelas ligeras publicadas | Volúmenes de novelas ligeras publicadas |
| Número                                  | Fecha de lanzamiento                    | ISBN                                    |
| --------------------------------------- | --------------------------------------- | --------------------------------------- |
| 1                                       | 24 de enero de 2014                     | ISBN 978-4-04-066220-6                  |
| 2                                       | 25 de marzo de 2014                     | ISBN 978-4-04-066393-7                  |
| 3                                       | 23 de mayo de 2014                      | ISBN 978-4-04-066755-3                  |
| 4                                       | 25 de agosto de 2014                    | ISBN 978-4-04-066961-8                  |
| 5                                       | 24 de octubre de 2014                   | ISBN 978-4-04-067130-7                  |
| 6                                       | 25 de febrero de 2015                   | ISBN 978-4-04-067412-4                  |
| 7                                       | 25 de agosto de 2015                    | ISBN 978-4-04-067759-0                  |
| 8                                       | 23 de octubre de 2015                   | ISBN 978-4-04-067946-4                  |
| 9                                       | 25 de enero de 2016                     | ISBN 978-4-04-068046-0                  |
| 10                                      | 25 de marzo de 2016                     | ISBN 978-4-04-068192-4                  |
| 11                                      | 25 de mayo de 2016                      | ISBN 978-4-04-068347-8                  |
| 12                                      | 25 de agosto de 2016                    | ISBN 978-4-04-068483-3                  |
| 13                                      | 22 de diciembre de 2016                 | ISBN 978-4-04-068745-2                  |
| 14                                      | 25 de abril de 2017                     | ISBN 978-4-04-069189-3                  |
| 15                                      | 25 de julio de 2017                     | ISBN 978-4-04-069355-2                  |
| 16                                      | 25 de octubre de 2017                   | ISBN 978-4-04-069587-7                  |
| 17                                      | 25 de enero de 2018                     | ISBN 978-4-04-069664-5                  |
| 18                                      | 25 de mayo de 2018                      | ISBN 978-4-04-069925-7                  |
| 19                                      | 25 de agosto de 2018                    | ISBN 978-4-04-065167-5                  |
| 20                                      | 25 de enero de 2019                     | ISBN 978-4-04-065502-4                  |
| 21                                      | 25 de marzo de 2019                     | ISBN 978-4-04-065637-3                  |
| 22                                      | 25 de julio de 2019                     | ISBN 978-4-04-065908-4                  |
| 23                                      | 25 de junio de 2020                     | ISBN 978-4-04-064540-7                  |
| 24                                      | 25 de diciembre de 2020                 | ISBN 978-4-04-680069-5                  |
| 25                                      | 25 de septiembre de 2021                | ISBN 978-4-04-680509-6                  |
| 26                                      | 25 de noviembre de 2022                 | ISBN 978-4-04-681933-8                  |

### Manga
En la edición de mayo de 2014 de Monthly Comic Flapper, se anunció que la adaptación al manga de Mushoku Tensei de Yuka Fujikawa se estrenaría en la edición de junio; aunque Yuka es el autor de la serie manga, los diseños de personajes se le atribuyen a SiroTaka. Media Works recopiló los capítulos individuales en volúmenes de tankōbon; el primer volumen se lanzó en octubre de 2014. En enero de 2015, Seven Seas Entertainment anunció la licencia de la serie de manga para su localización en América del Norte bajo el título Mushoku Tensei: Jobless Reincarnation.

#### Volúmenes manga
| Volúmenes de manga publicados | Volúmenes de manga publicados | Volúmenes de manga publicados |
| Número                        | Fecha de lanzamiento          | ISBN                          |
| ----------------------------- | ----------------------------- | ----------------------------- |
| 1                             | 23 de octubre de 2014         | ISBN 978-4-04-066884-0        |
| 2                             | 23 de marzo de 2015           | ISBN 978-4-04-067293-9        |
| 3                             | 19 de septiembre de 2015      | ISBN 978-4-04-067808-5        |
| 4                             | 23 de marzo de 2016           | ISBN 978-4-04-068226-6        |
| 5                             | 23 de septiembre de 2016      | ISBN 978-4-04-0694-18-4       |
| 6                             | 23 de marzo de 2017           | ISBN 978-4-040691-09-1        |
| 7                             | 27 de septiembre de 2017      | ISBN 978-4-040694-18-4        |
| 8                             | 23 de marzo de 2018           | ISBN 978-4-040697-76-5        |
| 9                             | 23 de octubre de 2018         | ISBN 978-4-040651-00-2        |
| 10                            | 23 de marzo de 2019           | ISBN 978-4-040655-76-5        |
| 11                            | 23 de octubre de 2019         | ISBN 978-4-040640-46-4        |
| 12                            | 23 de marzo de 2020           | ISBN 978-4-040644-69-1        |
| 13                            | 20 de agosto de 2020          | ISBN 978-4-04064-816-3        |
| 14                            | 21 de enero de 2021           | ISBN 978-4-04680-113-5        |
| 15                            | 23 de junio de 2021           | ISBN 978-4-04-680670-3        |
| 16                            | 22 de noviembre de 2021       | ISBN 978-4-04-680885-1        |
| 17                            | 22 de junio de 2022           | ISBN 978-4-04-681385-5        |
| 18                            | 22 de diciembre de 2022       | ISBN 978-4-04-681985-7        |
| 19                            | 22 de julio de 2023           | ISBN 978-4-04-682607-7        |
| 20                            | 22 de febrero de 2024         | ISBN 978-4-04-683275-7        |
| 21                            | 22 de agosto de 2024          | ISBN 978-4-04-683847-6        |
| 22                            | 22 de marzo de 2025           | ISBN 978-4-04-684617-4        |
| 23                            | 22 de agosto de 2025          | ISBN 978-4-04-685014-0        |

## Recepción
En las clasificaciones de Syosetu, la novela web hizo apariciones acumulativas como el trabajo más popular en el sitio web. Las novelas ligeras han aparecido en las listas de Oricon y también se han clasificado en las encuestas de popularidad de novelas de T-site. Al estrenarse la serie de anime, el personaje principal, Rudeus, fue criticado por no haber evolucionado en comparación a su otra vida y ser un pervertido, por lo que el autor se pronunció al respecto afirmando que en un principio el protagonista ve a los otros personajes del mundo como NPCs en un videojuego y que si bien su naturaleza no cambiará, con el tiempo es más consciente de los sentimientos de otras personas y continuará rebajando sus actos inmorales. En las encuestas de Anime Corner, el anime fue votado como el mejor anime nuevo del invierno de 2021.